# Liste des joueurs canadiens de baseball
La liste des joueurs originaires du Canada qui ont évolué en Ligue majeure de baseball.
De 1876 à 2017, 248 joueurs nés au Canada ont au moins joué une partie dans cette ligue professionnelle.
- Haut – A
- B
- C
- D
- E
- F
- G
- H
- I
- J
- K
- L
- M
- N
- O
- P
- Q
- R
- S
- T
- U
- V
- W
- X
- Y
- Z

## A
- Jim Aducci
- Bob Addy
- Andrew Albers
- Bob Alexander
- Wiman Andrus
- Bill Atkinson
- Derek Aucoin
- Phillippe Aumont
- John Axford

## B
- Ed Bahr
- John Balaz
- Vince Barton
- Jason Bay
- Érik Bédard
- Denis Boucher
- Ted Bowsfield
- Ryan Braun
- Tom Burgess
- Rich Butler
- Rob Butler
- Ralph Buxton

## C
- Paul Calvert
- Jack Cameron
- Luke Carlin
- Bob Casey
- Stubby Clapp
- Nig Clarke
- Reggie Cleveland
- Jim Cockman
- Chub Collins
- Frank Colman
- Bunk Congalton
- Earl Cook
- Rhéal Cormier
- Barry Cort
- Pete Craig
- Jesse Crain
- Ken Crosby
- Clarance Curry
- Éric Cyr

## D
- Tom Daly
- Ray Daviault
- Dave Davidson
- Shorty Dee
- Fred Desmarais
- Ryan Dempster
- Scott Diamond
- Jason Dickson
- Jerry Dorsey
- John Doyle
- Rob Ducey
- Gus Dugas
- Steve Dunn

## E
- Bob Emslie
- Joe Erautt

## F
- Harry Fisher
- Gene Ford
- Russ Ford
- Dick Fowler
- Jeff Francis
- Doug Frobel

## G
- Éric Gagné
- Mike Gardiner
- Alex Gardner
- George Gibson
- Roland Gladu
- Glen Gorbous
- Jack Graney
- Jason Green
- Steve Green
- Taylor Green
- Aaron Guiel

## H
- Vern Handrahan
- Pat Hannivan
- Rich Harden
- Alex Hardy
- Tim Harkness
- Bill Harris
- Tom Harrison
- Blake Hawksworth
- Jeff Heath
- Jim Henderson
- Shawn Hill
- John Hiller
- Paul Hodgson
- Bob Hooper
- Vince Horsman
- Peter Hoy
- John Humphries
- Bill Hunter
- Jim Hyndman

## I
- Arthur Irwin
- John Irwin

## J
- Fergie Jenkins
- Abbie Johnson
- Mike Johnson
- Spud Johnson
- Bill Jones
- Mike Jones
- Oscar Judd

## K
- Win Kellum
- Mel Kerr
- Mike Kilkenny
- Danny Klassen
- Joe Knight
- Jimmy Knowles
- George Korince
- Corey Koskie
- George Kottaras
- Andy Kyle

## L
- Ty LaForest
- Fred Lake
- Larry Landreth
- Ron Law
- Jim Lawrence
- Brett Lawrie
- Chris Leroux
- Rick Lisi
- Adam Loewen
- Red Long
- Pat Lyons

## M
- Eric Mackenzie
- Ken Mackenzie
- Bill Magee
- Trystan Magnuson
- Phil Marchildon
- Russell Martin
- Matt Maysey
- Ralph McCabe
- Kirk McCaskill
- Art McGovern
- Cody McKay
- Dave McKay
- Jim McKeever
- Larry McLean
- Charlie Mead
- Chris Mears
- Doc Miller
- Dustin Molleken
- Justin Morneau
- Bill Mountjoy
- Henry Mullin
- Larry Murphy
- Aaron Myette

## N
- Kevin Nicholson
- Mike Nickeas
- The Only Nolan

## O
- John O'Brien
- Dan O'Connor
- Greg O'Halloran
- Bill O'Hara
- Bill O'Neill
- Fred O'Neill
- Harry O'Neill
- Tip O'Neill
- Frank O'Rourke
- Pete Orr
- Fred Osborne
- Brian Ostrosser
- Frank Owens
- Henry Oxley

## P
- Dave Pagan
- James Paxton
- Bill Pfann
- Bill Phillips
- Ron Piché
- Ed Pinnance
- Jim Pirie
- Nick Pivetta
- Gordie Pladson
- Dalton Pompey
- Simon Pond
- Terry Puhl

## Q
- Paul Quantrill

## R
- Ryan Radmanovich
- Newt Randall
- Claude Raymond
- Billy Reid
- Scott Richmond
- Jim Riley
- Chris Robinson
- Jamie Romak
- Goody Rosen
- Ernie Ross
- David Rowan
- Jean-Pierre Roy
- Johnny Rutherford

## S
- Max Saint-Pierre
- Michael Saunders
- Patrick Scanlan
- George Selkirk
- Harvey Shank
- Vince Shields
- Dave Shipanoff
- Joe Siddall
- Steve Sinclair
- Bert Sincock
- Bud Sketchley
- Frank Smith
- Pop Smith
- Tom Smith
- Stan Spencer
- Paul Spoljaric
- Matt Stairs
- Bob Smith
- Adam Stern
- Andy Stewart
- R. J. Swindle

## T
- Ron Taylor
- Mark Teahen
- Jesen Therrien
- Rene Tosoni

## U
- John Upham

## V
- Ozzie Van Brabant
- Rube Vickers
- Joey Votto

## W
- Dave Wainhouse
- George Walker
- Larry Walker
- Bill Watkins
- Joe Weber
- Milt Whitehead
- Lefty Wilkie
- Nigel Wilson
- Steve Wilson
- Fred Wood
- Pete Wood

## Z
- Rob Zastryzny
- Jeff Zimmerman
- Jordan Zimmermann